# چه خبره (آلبوم ماروین گی)
چه خبره (انگلیسی: What's Going On) یازدهمین آلبوم استودیویی از خواننده، ترانه‌نویس و تهیه‌کننده موسیقی سول آمریکایی ماروین گی است. آلبوم در ۲۱ مه ۱۹۷۱ توسط ناشر موتاون منتشر شد. گری آلبوم را در بین سال‌های ۱۹۷۰ تا ۱۹۷۱ در استودیوهای دیترویت و وست هالیوود، کالیفرنیا ضبط کرد.